# Buenavista de Cuéllar (thành phố)
Buenavista de Cuéllar là thành phố thủ phủ khu đô thị tự trị Buenavista de Cuéllar, bang Guerrero, tây nam México.